# Hetyci

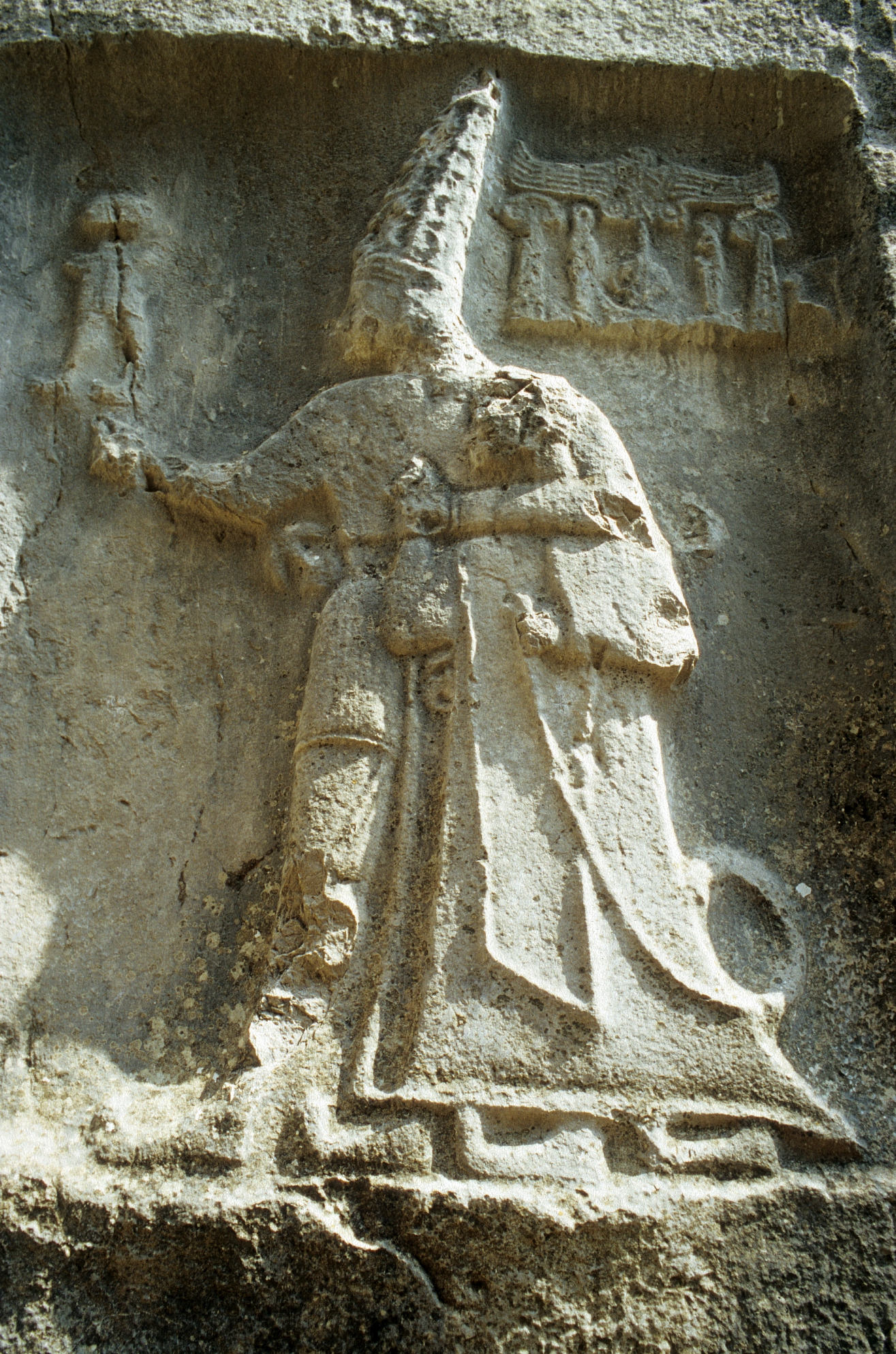
Płaskorzeźba króla Tudhalijasa IV w Yazılıkaya pod Hattusą

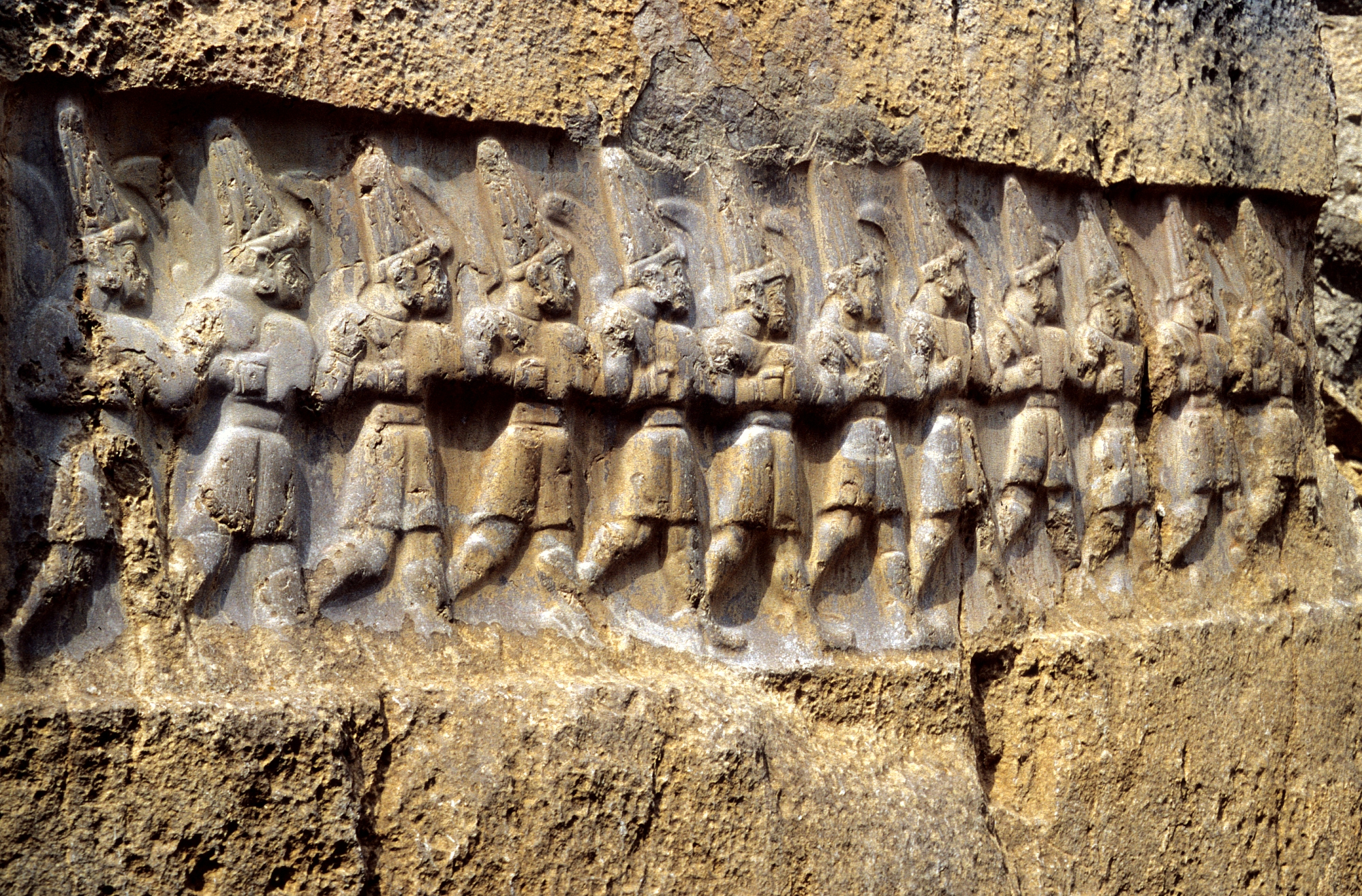
Procesja 12 bogów świata podziemnego; płaskorzeźba z Yazılıkaya

Hetyci (biblijni חתי lub HTY) – lud posługujący się indoeuropejskim językiem hetyckim, który około XVII wieku p.n.e. stworzył potężne państwo z centrum w Hattusa (dzisiejsze Boğazkale) w Anatolii. Potęga państwa opierała się na znakomicie uzbrojonej armii. W okresie swojej największej świetności Hetyci kontrolowali Anatolię, północną Mezopotamię, Syrię i Palestynę. Państwo Hetytów upadło około 1200 p.n.e., prawdopodobnie pod naporem Ludów Morza, chociaż nieliczne hetyckie miasta-państwa w północnej Syrii przetrwały do roku 708 p.n.e.

## Odkrycia archeologiczne

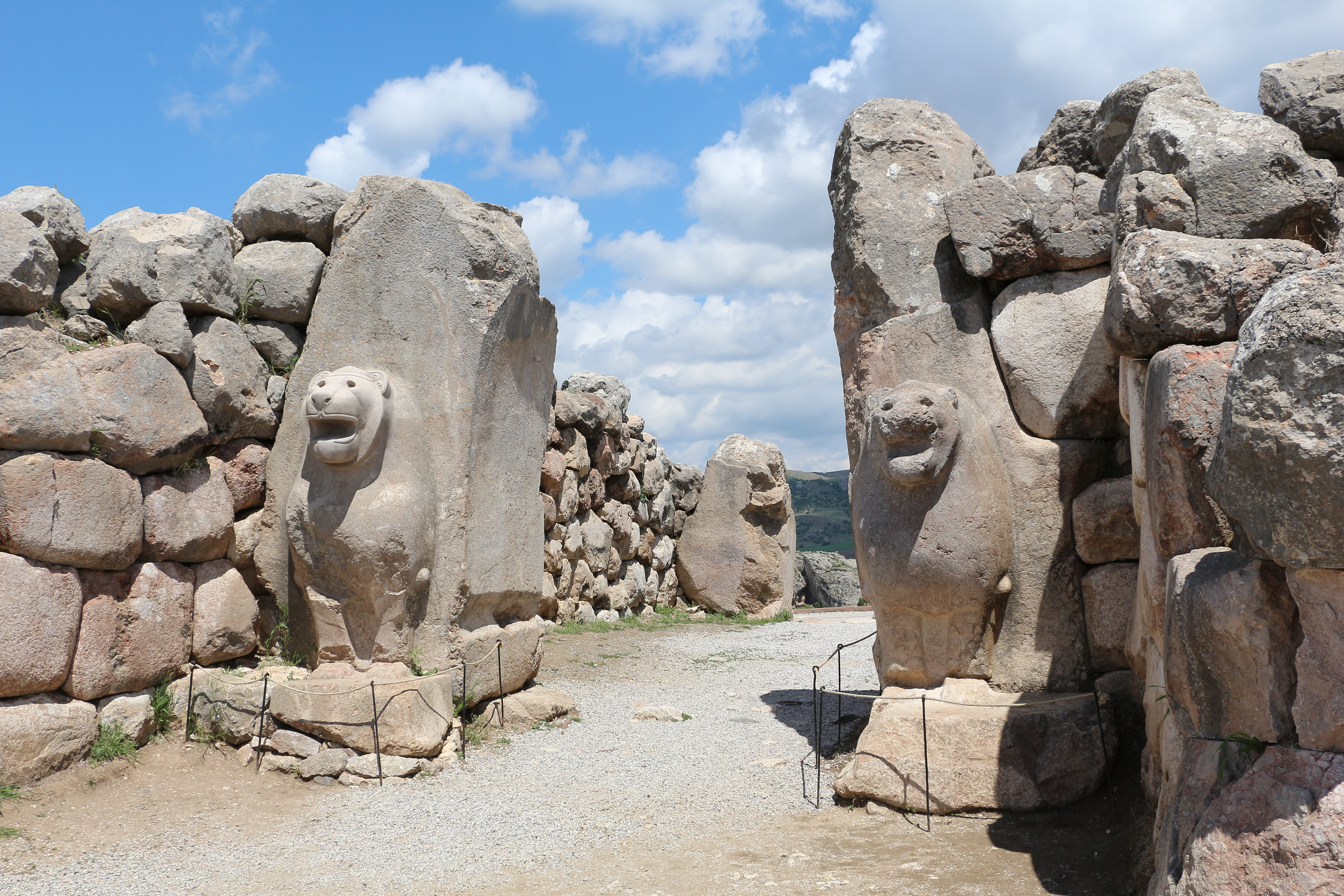
Brama Lwów w Hattusa

Badania nad starożytną Anatolią rozpoczęły się w XIX wieku. W roku 1839 Francuz Charles Texier odkrył starożytne ruiny w pobliżu miasteczka Boğazkale (wówczas Boğazköy), które miały się okazać Hattusą – stolicą państwa Hetytów. W latach 70. XIX wieku dwaj badacze, William Wright i Archibald H. Sayce, który zbadał płaskorzeźby z Jonii, wysunęli hipotezę, że charakterystyczne zabytki znajdowane w Anatolii należy identyfikować jako pozostałości po kulturze biblijnych Hetytów. W 1887 roku dzięki odkryciu glinianych tabliczek z kancelarii Amenhotepa III, Echnatona i Tutenchamona w Tell el-Amarna, poznano imię hetyckiego króla Suppiluliumasa. Wśród tabliczek amarneńskich odkryto dwie tabliczki z nieznanym wówczas pismem, które potem okazało się być pismem hetyckim. W tym czasie wiedzę o indoeuropejskich Hetytach poszerzyły wykopaliska w Karkemisz (dzisiejszy Djerablus) i Zincirli.
W 1906 roku niemiecki archeolog Hugo Winckler rozpoczął badania w Boğazköy, które potwierdziły tezę Texiera, iż ruiny były pozostałością po Hattusie. W trakcie wykopalisk, prowadzonych w kilku sezonach, odkryto archiwa państwowe, składające się z około 25 tysięcy tabliczek z pismem klinowym. Część z nich zapisana była w języku akadyjskim – lingua franca Bliskiego Wschodu w II tysiącleciu p.n.e., pozostałe w języku hetyckim (nesyckim), który odszyfrował w 1915 roku czeski uczony Bedřich Hrozný. W 1915 roku Hrozný opublikował wyniki swych prac i tę datę przyjmuje się jako początek hetytologii jako odrębnej dziedziny wiedzy. 
W 1925 roku czechosłowacka ekspedycja pod kierunkiem Bedřicha Hroznego odkryła w Kültepe (staroż. Kanesz, Nesa) archiwum listów i dokumentów staroasyryjskiej (z XVIII wieku p.n.e.) karum – faktorii handlowej, w których występuje kilka hetyckich imion własnych. W 1947 roku przebadano osiedle późnohetyckie w Karatepe w Cylicji. W Yazılıkaya, 2 km od Boğazkale/Hattusa, zbadano skalne sanktuarium hetyckie. Wiele informacji o kulturze hetyckiej przyniosły wykopaliska w Alacahöyük, Karakhöyük, Beycesultan i Alişar Hüyük.

## Dzieje

### Najwcześniejsze
Hetyci, lud indoeuropejski, pojawili się na ziemiach Anatolii około 2000 roku p.n.e., docierając tam, według większości badaczy, z terenów położonych na północ od Kaukazu, przekraczając zachodnie przełęcze gór. Możliwe też, że przybyli ze swoich pierwotnych obszarów przez Bałkany i cieśniny Bosfor lub Dardanele. Koczownicze plemiona hetyckie, które dotarły do krainy Hatti, zasymilowały lub wyparły osiadły lud Hatti (znany również jako Protohetyci), autochtoniczny lud kaukaski zamieszkujący Anatolię między III a II tysiącleciem p.n.e., posługujący się językiem hattili. Hetyci, którzy prawdopodobnie nazywali siebie Nesytami, od nazwy miasta Neša (Nesa), posługiwali się językiem, który określali jako nasili/nesumnili. W procesie akulturacji przyswoili wierzenia Hatti oraz język hattili, używany wyłącznie w celach religijnych. Wpływy autochtonów oraz innych ościennych kultur były na tyle silne, że Hetyci przejęli nazwę Hatti, którą nosiło podbite królestwo, i pod tą nazwą byli znani w źródłach pisanych z tamtego okresu.
W początkowym okresie osadnictwa Hetyci byli podzieleni na małe, autonomiczne miasta-państwa. Pierwszym władcą, który próbował podporządkować sobie sąsiednie miasta, był Anitta, syn Pithany, władca Kussary. Dysponując 1200 wojownikami i 40 rydwanami, Anitta podporządkował sobie miasto Nesa, które uczynił swoją ufortyfikowaną siedzibą. Jego wojska pokonały także miasta Zulpawa, Puruszanda oraz Hattusa, które zniszczył. Działalność Pithany i Anitty jest datowana na przełom XVIII i XVII wieku p.n.e., choć dokładna chronologia tych wydarzeń jest trudna do ustalenia.

### Państwo starohetyckie (1650–1380 p.n.e.)
Około połowy XVII wieku p.n.e. Labarna, nowy władca z Kussary, otoczył murem teren dawnej Hattusy i przyjął imię Hattusilis, ogłaszając odbudowaną Hattusę stolicą swojego państwa. Hattusili I (1650–1620 p.n.e.) uznawany jest za pierwszego króla zjednoczonego państwa hetyckiego. Granice jego królestwa rozciągały się na południu wzdłuż Kizzuwatny i Arzawy, a na północy sięgały terenów zamieszkanych przez plemiona Kaska. Hattusili prowadził liczne wyprawy wojenne, szczególnie na tereny północnej Syrii i Mezopotamii, zdobywając miasta Zaruna, Hassu i Zippasna. Największym wyzwaniem było bogate miasto Halab (Aleppo), które opierało się Hetytom jako lider sojuszu syryjskich miast. 

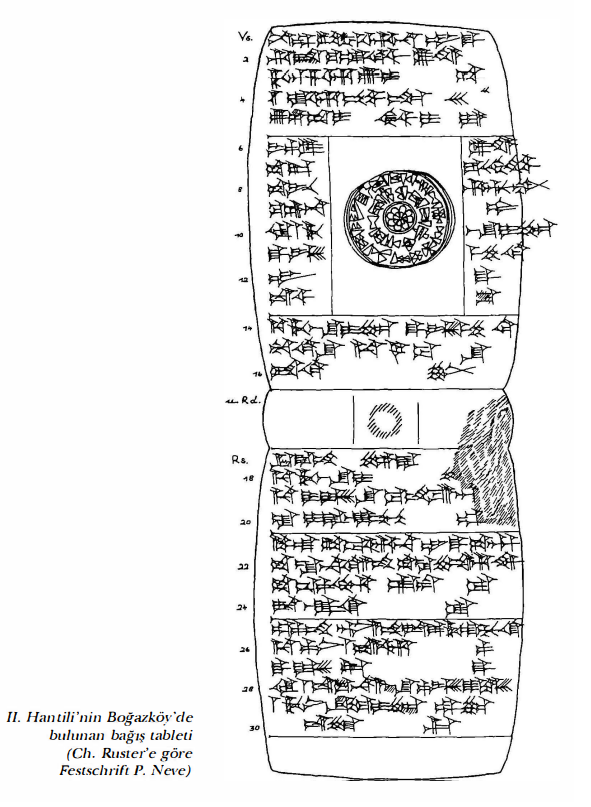
Tablica upamiętniająca wielkiego Hantili II

Po śmierci Hattusili, jego adoptowany syn, Mursili I (1620–1590 p.n.e.), kontynuował politykę ekspansji. W 1595 roku p.n.e. poprowadził udaną kampanię przeciw Babilonowi, zdobywając i plądrując to miasto. Jego panowanie zakończyło się tragicznie – Mursili został zamordowany w wyniku spisku pałacowego, na którego czele stali jego zięć Zidanta i Hantili. Hantili I (1590–1560 p.n.e.) przejął władzę, jednak za jego rządów Hetyci stracili kontrolę nad północną Syrią na rzecz Hurytów, co znacząco osłabiło państwo. Kolejni władcy, Zidanta I, Ammuna i Huzzija I, nie zdołali powstrzymać postępującego upadku. Telipinu (1525–1500 p.n.e.), który objął tron po Huzziji, przywrócił stabilność wewnętrzną królestwa, ustanawiając zasady dziedziczenia tronu, aby zapobiec dalszym spiskom i walkom o władzę. Mimo jego reform, późniejsi władcy, tacy jak Alluwamna, Hantili II, Zidanta II i Huzzija II, nie byli w stanie przywrócić państwu dawnej potęgi, a ich rządy koncentrowały się głównie na obronie przed zagrożeniami zewnętrznymi, w tym ze strony królestwa Kizzuwatny.

### Państwo nowohetyckie (1380–1200 p.n.e.)

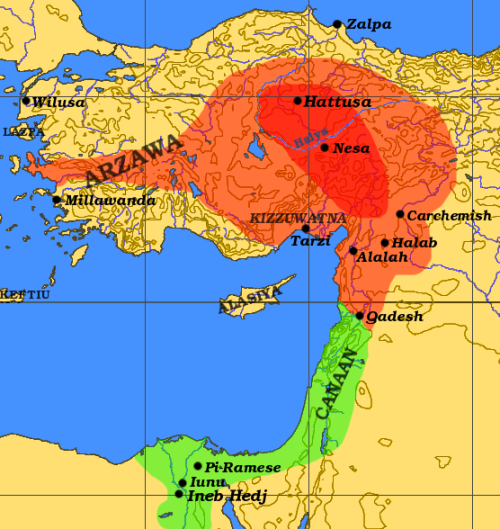
Imperium Hetyckie (kolor czerwony) w szczytowym okresie potęgi, około 1290 roku p.n.e., sięgające do Egiptu (kolor zielony)

Od schyłku XV wieku p.n.e. państwo hetyckie przeżywało kryzys. Ówcześni władcy hetyccy (Tuthalijas, Arnuwandas i Hattusilis II) koncentrowali się na obronie rdzennych terytoriów hetyckich przed najazdami północnych Kasków. Sytuacja zmieniła się w 1380 roku p.n.e., gdy na tronie zasiadł Suppiluliuma I (1380–1346 p.n.e.), który uczynił z hetyckiego państwa imperium. Suppiluliuma I wyparł z terenów północnej Syrii huryckie garnizony króla Mitanni, Tuszratty, m.in. zdobywając Halab, Mukisz oraz Waszuganni – jedną ze stolic Mitanni. Suppiluliuma I oparł południową granicę swego królestwa o góry Libanu, wkraczając tym samym w egipską strefę wpływów w Azji, a oddziały hetyckie wtargnęły do kraju Amka, położonego w dolinie Bekaa. Wykorzystując waśnie dynastyczne w królestwie Mitanni, Suppiluliuma I umieścił na tronie w Waszukanni posłusznego sobie króla – Szattiwazę. W 1346 p.n.e. Suppiluliuma I umarł podczas zarazy, która nawiedziła jego państwo.

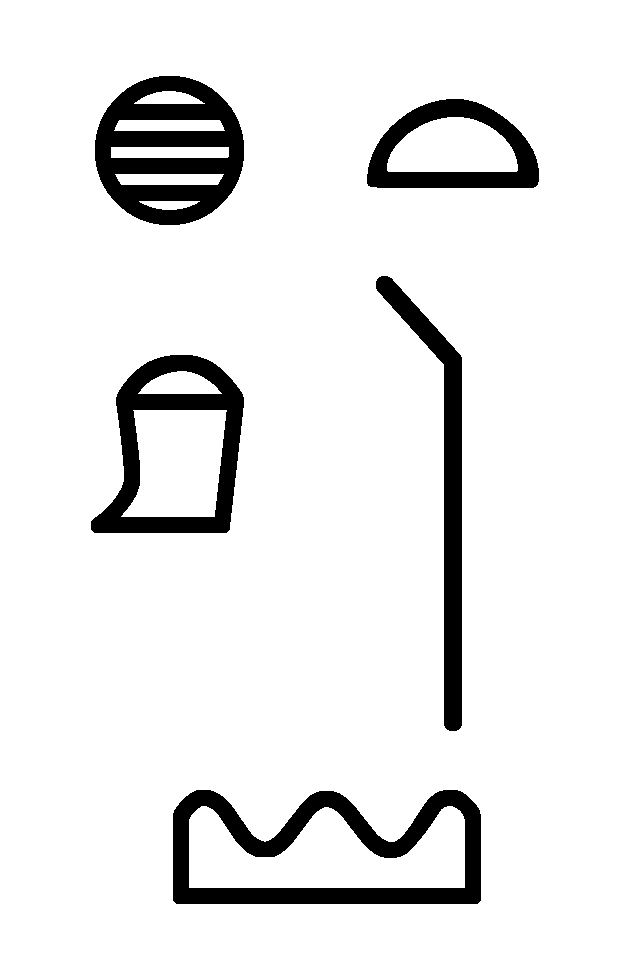
Państwo Hati na Steli Merenptaha

Na tron wstąpił Arnuwanda II (1346–1345 p.n.e.), a następnie Mursili II (1345–1316 p.n.e.). Prowadził on zwycięskie kampanie wojenne przeciw królestwu Arzawa, Kaskom i zbuntowanemu syryjskiemu miastu Karkemisz. Jego syn, Muwatalli II (1315–1296 p.n.e.), odziedziczył potężne i dobrze zorganizowane państwo. Odzyskujący siły Egipt i imperium hetyckie były skazane na zbrojną konfrontację w Syrii. Doszło do niej za panowania faraona Ramzesa II, który starał się odbić z hetyckich rąk warowne miasto Kadesz. Bitwa pod Kadesz rozegrała się około roku 1280 p.n.e. Chociaż obie strony przypisywały sobie zwycięstwo, prawdopodobnie bitwa nie była rozstrzygnięta.
Zmagania Hetytów z Egiptem Ramzesa II zakończył pokój zawarty przez tego władcę z hetyckim królem Hattusili III w roku 1270 p.n.e., który potwierdził terytorialne status quo. Kolejny król, Tuthalijas IV, wyprawił się na Cypr, który zdobył. Walczył też z powodzeniem przeciwko państwu Assuwa i z ludem Kaska. Za jego następcy, Arnuwandy III, po raz pierwszy dają o sobie znać Ludy Morza, które atakowały hetyckie ziemie z zachodu. Gdy na tron wstąpił ostatni król hetycki, Suppiluliumas II, Hatti znalazło się w trudnej sytuacji politycznej. Najazdy Ludów Morza spowodowały klęskę głodu. Zniszczeniu uległy Hattusa i wiele innych miast. Państwo hetyckie już nigdy nie podniosło się z upadku.

### Królestwa późnohetyckie 1000–700 p.n.e.
Nagły upadek państwa hetyckiego (ok. 1190 p.n.e.) spowodowały najazdy Ludów Morza, ale pewną rolę odegrały też ataki ludu Kasków, zamieszkującego u północno-wschodnich granic państwa hetyckiego, oraz napór Asyryjczyków z południowego wschodu. Zburzenie Hattusa spowodowało, że centra kultury hetyckiej przeniosły się do południowo-wschodniej Anatolii i północnej Syrii, gdzie powstały liczne, acz niewielkie państewka późnohetyckie z przewagą ludności hetyckiej (Karkemisz, Kummuhu, Gurgum, Unqi, Tabal) albo o mieszanej ludności hetycko–aramejskiej (Hamath, Kue, Sam'al). Zachowały one polityczną niezależność aż do ostatecznego podboju dokonanego przez asyryjskiego króla Sargona II w VIII wieku p.n.e. Karkemisz – stolica najważniejszego hetyckiego państwa – uległa Asyrii w 717 p.n.e. Ostatnie niezależne królestwa hetyckie, Gurgum, Melid i Kummuhu, zostały podbite przez Sargona II w latach 711–708 p.n.e.

## Porządek społeczny, gospodarka i kultura hetycka
Społeczeństwo hetyckie miało charakter patriarchalny. Na czele państwa stał namaszczony przez bogów król, który był zwierzchnikiem suwerennych księstw wchodzących w skład państwa hetyckiego. W ważnych sprawach władca mógł się zwrócić o pomoc do rady starszych – pankus, która była zapewne pozostałością po wcześniejszych wiecach plemiennych. Pozycja króla była zależna od aprobaty szlacheckich rodów i być może ta zależność przyczyniła się do anarchizacji polityki dynastycznej w okresie przed reformami Telipinusa. Król – tabarna pełnił rozliczne funkcje. Był najwyższym kapłanem, naczelnym dowódcą armii, najwyższym sędzią oraz gwarantem pomyślności swojego ludu. Zaniedbania w sprawowaniu kultu poczytywano za jego największy grzech, który mógł w konsekwencji obrócić się przeciwko poddanym. Małżonka króla, tawananna, posiadała szczególną pozycję. Po śmierci męża królowa pozostawała władczynią, przy boku następcy, aż do swojej śmierci. Tawananna posiadała realną władzę z możliwością pieczętowania dokumentów, a nawet mogła inspirować międzynarodowe kontakty.
Niższy poziom w społecznej hierarchii zajmowali przedstawiciele szlacheckich rodów, spośród których wybierano osoby, które sprawowały rozmaite funkcje kapłańskie, dworskie i wojskowe. Posiadacze ziemi dzielili się na dwie kategorie: posiadaczy lennych i wojowników. Lennik był odpowiednikiem wasala i mógł ziemię, otrzymaną od króla, jedynie dziedziczyć, natomiast wojownik miał prawo jej sprzedaży lub kupna. Większość społeczeństwa hetyckiego była ludźmi wolnymi, jednak występowała już jakaś forma niewolnictwa (niewolnik mógł poślubić wolną kobietę) i namra – grupa ludzi przypisanych do ziemi.
Hetyci, po osiedleniu się w Anatolii, byli ludem rolniczym. Chłopi uprawiali pszenicę, jęczmień, len, winorośl, figi, jabłka, morele. Zwierzęta – bydło, owce, świnie – dostarczały mięsa i skór. W górach pozyskiwano różne surowce. Poza granice państwa eksportowano miedź oraz brąz, który był podstawowym materiałem do produkcji broni i narzędzi. W czasach imperium hetyckiego rzemieślnicy hetyccy prawie zmonopolizowali wytwarzanie wyrobów (głównie ozdób i posągów) z żelaza, które było pięć razy droższe od złota i czterdzieści razy droższe od srebra.
Sztuka hetycka nosi ślady połączenia elementów hetyckich, syryjskich i asyryjskich, a także mniej wyraźnych wpływów egipskich i fenickich. Hetyci byli mistrzami płaskiego reliefu, chociaż pozostawili po sobie również rzeźby pełne o różnej skali, wykonane w różnorodnym materiale.

## Prawodawstwo
Prawodawstwo Hetytów było, jak na swoje czasy, bardzo rozwinięte. Kary dość często były surowe i bezlitosne. Przykładem są tutaj przepisy wczesnego okresu, dotyczące ochrony własności:
- § 166 Jeśli ktoś zasieje już zasiane pole, przymocuje się jego kark do pługa i zaprzęgnie się doń dwa woły, kierując łeb jednego w jedną stronę, a łeb drugiego w drugą stronę. Ten człowiek umrze i oba woły także umrą. A ten, który najpierw zasiał pole, zbierze plon. Tak postępowano dawniej[38].

Jednak w przeciwieństwie do zapisów kodeksu Hammurabiego prawo hetyckie w późniejszym okresie dużo częściej korzystało z odszkodowania jako formy zadośćuczynienia za popełnione przestępstwo, niż z odwetu. Najcięższymi przestępstwami, za których popełnienie karano śmiercią, były cudzołóstwo kobiety zamężnej, gwałt, sodomia i bunt przeciwko władcy. Nie stosowano zasady oko za oko, ząb za ząb (tzw. lex talionis). Okaleczenia ciała, jako formę kary, stosowano wyłącznie wobec niewolników. Procesy były prowadzone przez rady starszych poszczególnych miast. Jeśli zachodziła taka potrzeba, to przed radą stawał reprezentant króla, najczęściej dowódca miejskiego garnizonu. Król był najwyższym autorytetem w każdej sprawie.

## Religia Hetytów
Głównymi cechami religii hetyckiej były politeizm, antropomorfizm i synkretyzm. Hetyci adaptowali na potrzeby swojego systemu wierzeń elementy religii ludów anatolijskich, religii akadyjskiej oraz religii huryckiej. Większość mitów i rytuałów hetyckich bierze swój początek w tradycji religijnej hatyckiej lub huryckiej. Panteon bogów hetyckich był niezmiernie duży i zagmatwany. Nawet w tekstach hetyckich występują wzmianki o tysiącu bogów Hatti, a współczesnym religioznawcom udało się zidentyfikować wiele imion bogów, demonów i herosów. Powszechnym zjawiskiem było wchłanianie przez religię hetycką kultów związanych z lokalnymi bóstwami podbijanych krain i miast. Liczne bóstwa o podobnych cechach łączono ze sobą, pozostawiając dawne nazwy, np. hatycka bogini-słońce z Arinny (Wurusemu, Ariniti) była również wcieleniem bogini Hebat z huryckiego miasta Halab.
Najważniejszym męskim bóstwem w panteonie hetyckim był bóg burzy, który w okresie hatyckim nosi imię Taru, w starohetyckim utożsamiany jest z Tarhunem, a w czasach wpływów huryckich z Teszubem. Bóg burzy władał chmurami, deszczem i błyskawicami. Jego partnerką i zarazem najważniejszą boginią była Tahattanuiti (małżonka Taru), bogini-słońce z Arinny (Tarhun) i Hebat (małżonka Teszuba). Obok boskiej pary szczególnie czczeni byli:
- Arma – bóstwo lunarne
- Istanu – bóg tarczy słonecznej
- Wurunkatte – bóg wojny
- Kumarbi – ojciec bogów
- Tasimmeti i Szauszka – boginie miłości
- Nabarbi – bóg księżyca
- Perwa – bóg koni
- Hannahanna – matka bogów
- Telepinu – bóg urodzaju[44]

Na potrzeby kultu powstało wiele tematów mityczno-rytualnych, z których zachowały się m.in. cykl o bogu Telepinu, o walce Kumarbiego z Teszubem o władzę nad światem oraz o pojedynku boga burzy z wężem Illujanka. Kosmogonia hetycka opowiada o stworzeniu nieba i ziemi na ramionach giganta Upelluri. Następnie starzy bogowie miedzianym nożem rozdzielili niebo od ziemi.
W religii Hetytów bóstwu należało się posłuszeństwo. Za przestrzeganie rytuałów religijnych człowiek mógł spodziewać się ochrony przed złem. W przeciwnym razie jego i jego potomków spotykała zasłużona kara. W życiu religijnym najważniejszą rolę odgrywał saru, labarna – król, który pełnił zarazem funkcję najwyższego kapłana. Monarcha często był przedstawiany w stroju kapłana – w długim płaszczu z rękawami, w tiarze i z litusem. Królewska władza była darem bogów, a król strzegł boskich porządków w państwie i przestrzegał ceremonialnego roku. Po swojej śmierci władca, którego pomyślność utożsamiano z dobrobytem narodu, stawał się istotą boską, której następcy oddawali cześć.
Do najważniejszych świąt należały: purulli obchodzone wiosną, związane z rośliną AN.TAH.ŠUM i święto nuntarijasha podczas którego para królewska objeżdżała okolice Hattusa.
W początkowym okresie swojego osadnictwa w Azji Mniejszej Hetyci obywali się bez budynków świątynnych. Kamienne stelle – huwasi, które symbolizowały bóstwo, stawiano w jaskiniach albo pod gołym niebem. Dopiero pod wpływem Hurytów zaczęto wznosić świątynie, które stawały się schronieniem bogów. Z czasem wokół świątyni powstawały kompleksy budowli z pomieszczeniami administracyjnymi, skarbcem, spichlerzami, budynkami gospodarczymi, jak np. w centrach kultowych w Arinna i Nerikka. Znaczącą rolę w hetyckiej religijności musiało pełnić sanktuarium skalne w Yazılıkaya.
Hetyci stosowali birytualny obrządek pogrzebowy. Badania nekropoli hetyckich poświadczają, że stosowali jednocześnie kremację i inhumację. Ciało zmarłego króla wraz z darami zawsze palono na stosie, który gaszono, podobnie jak w Grecji, winem i piwem.